# Manilkara frondosa
Manilkara frondosa là một loài thực vật có hoa trong họ Hồng xiêm. Loài này được (Hiern) H.J.Lam mô tả khoa học đầu tiên năm 1941.